# Хортов, Алексей Филиппович
Алексей Филиппович Хортов (10 марта 1909, Шкотово, Приморская область — 12 января 1998, Большой Камень, Приморский край) — краевед Большого Камня и Шкотовского района Приморского края. Почётный житель Большого Камня.

## Биография
Алексей Филиппович Хортов родился 10 марта 1909 года в селе Шкотово Приморской области Российской империи, спустя год семья переехала в село Харитоновка (по другим данным Алексей родился уже в Харитоновке). Отец — Филипп Максимович, переселился в Шкотово в 1901 году из Черниговской губернии, работал на строительстве Сучанской железной дороги (после окончания строительства в 1907 году остался ремонтным рабочим). Мать — Домна Алексеевна, повар в столовой. В семье, кроме Алексея, было ещё трое детей — Василий, Семён и Мария.
В 1919 году, после убийства отца, Алексей начал батрачить у кулаков, чтобы прокормить семью. В то же время познакомился с адъютантом 6-го партизанского отряда Александром Васильевичем Баяновым, с которым они в 1960-х будут вместе проводить краеведческую работу. В 1924 году уехал в Шкотово и поступил в школу крестьянской молодёжи, где обучался до 1926 года. Обучение пришлось закончить досрочно из-за материальных трудностей в семье.
Работал бурильщиком на шахте № 4 в Артёме. Осенью 1929 года участвовал в конфликте на КБЖД в качестве пулемётчика. После конфликта ненадолго вернулся на шахту, но уже к зиме поехал на лесозаготовки по комсомольскому призыву. До марта 1932 года работал на разных должностях в лесхозпроме — сучкорубом, десятником, председателем рабочкома. В марте-октябре 1932 года проходил службу в армии, ездовым в артиллерии. После недолгое время был военоргом Шкотовского района.
В 1934 году, после окончания полугодичных курсов в Благовещенске, устроился на работу в районный отдел НКВД сначала уполномоченным по охране госрезервов, а после — секретарём. В 1938-1939 годах был арестован, провёл некоторое время в заключении, но в итоге оправдан.
В 1940 году при поддержке Н. М. Пегова Хортов был устроен заместителем директора Шкотовской МТС. В августе 1941—июне 1944 года параллельно основной работе был заместителем командира Шкотовского истребительного батальона. В августе 1944 года избран председателем Шкотовского райисполкома, откуда ушёл в марте 1946 из-за болезни.
В 1946—сентябре 1947 года Алексей Филиппович работал заместителем директора и секретарём парторганизации рыбокомбината «Путятин». По его собственным воспоминаниям, благодаря ему будущий Герой Социалистического труда Яков Андреевич Трусевский снова стал снова выходить в море. С сентября 1947 года на протяжении двух лет был слушателем краевой партийной школы. После — на партийных должность в разных районах Приморского края. Летом 1952 года переехал в посёлок Большой Камень Шкотовского района. С июля 1952 года являлся парторгом краевого комитета партии и секретарём парткома строительных управлений посёлка.
В 1957 году Хортов ушёл на пенсию из-за приобретённой в месяцы заключения инвалидности. С февраля 1958 года до осени 1959 года был депутатом и председателем поссовета посёлка Промысловка Шкотовского района, откуда был вынужден уйти из-за инфаркта. Ещё два года проработал стрелком ВОХР и заведующим парткабинетом и в 1962 году после операции окончательно вышел на пенсию.
После выхода на пенсию занялся краеведческой работой. Принял участие в установке 18 памятников и 12 мемориальных досок, посвящённых участникам партизанского движения и кулацкого террора в Шкотовском районе. Был инициатором и одним из создателей Музея боевой и трудовой славы, расположенного в нескольких помещениях СПТУ № 15 в Большом Камне, а также принимал участие в создании нескольких исторических уголков в школах и на предприятиях города и района. С 1932 года опубликовал в районной и краевых газетах около 100 статей на историко-краеведческую тематику.
19 января 1996 года Алексею Филипповичу присвоено звание «Почётный житель города Большой Камень».

## Семья
В октябре 1934 года Алексей Филиппович женился на Елене Денисовне Колягиной. В семье родилось четверо детей — Алексей, Людмила, Василий и Максим.